# Черніка (комуна)
Черніка (рум. Cernica) — комуна у повіті Ілфов в Румунії. До складу комуни входять такі села (дані про населення за 2002 рік):
- Белечанка (2181 особа)
- Келдерару (1148 осіб)
- Пошта (598 осіб)
- Тингану (2699 осіб)
- Черніка (2799 осіб) — адміністративний центр комуни

Комуна розташована на відстані 14 км на схід від Бухареста, 147 км на південь від Брашова.

## Населення
За даними перепису населення 2002 року у комуні проживали 9425 осіб.
Національний склад населення комуни:
| Національність | Кількість осіб | Відсоток |
| -------------- | -------------- | -------- |
| румуни         | 8181           | 86,8%    |
| цигани         | 1230           | 13,1%    |
| угорці         | 7              | 0,1%     |
| болгари        | 4              | < 0,1%   |
| українці       | 1              | < 0,1%   |
| китайці        | 1              | < 0,1%   |

Рідною мовою назвали:
| Мова       | Кількість осіб | Відсоток |
| ---------- | -------------- | -------- |
| румунська  | 9410           | 99,8%    |
| угорська   | 6              | 0,1%     |
| болгарська | 4              | < 0,1%   |
| циганська  | 1              | < 0,1%   |
| українська | 1              | < 0,1%   |
| турецька   | 1              | < 0,1%   |
| китайська  | 1              | < 0,1%   |

Склад населення комуни за віросповіданням:
| Релігія       | Кількість осіб | Відсоток |
| ------------- | -------------- | -------- |
| православні   | 9099           | 96,5%    |
| адвентисти    | 250            | 2,7%     |
| п'ятдесятники | 13             | 0,1%     |
| старообрядці  | 11             | 0,1%     |
| лютерани      | 6              | 0,1%     |
| баптисти      | 5              | 0,1%     |
| атеїсти       | 3              | < 0,1%   |
| реформати     | 2              | < 0,1%   |
| бретрени      | 2              | < 0,1%   |
| римо-католики | 1              | < 0,1%   |
| мусульмани    | 1              | < 0,1%   |